# Obiettivo fisso

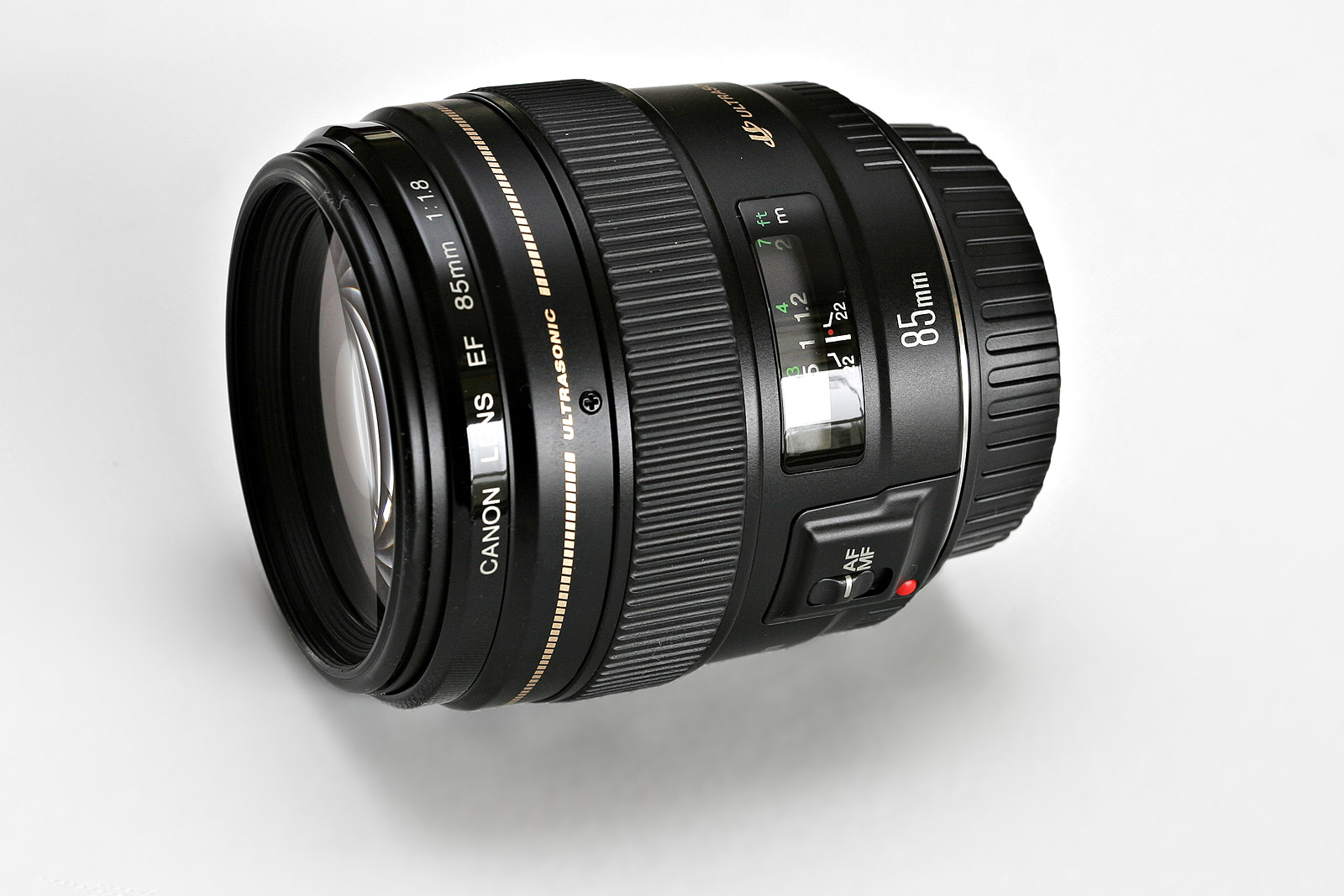
Un compatto obiettivo Canon da 85 mm a lunghezza focale fissa con apertura massima f/1.8

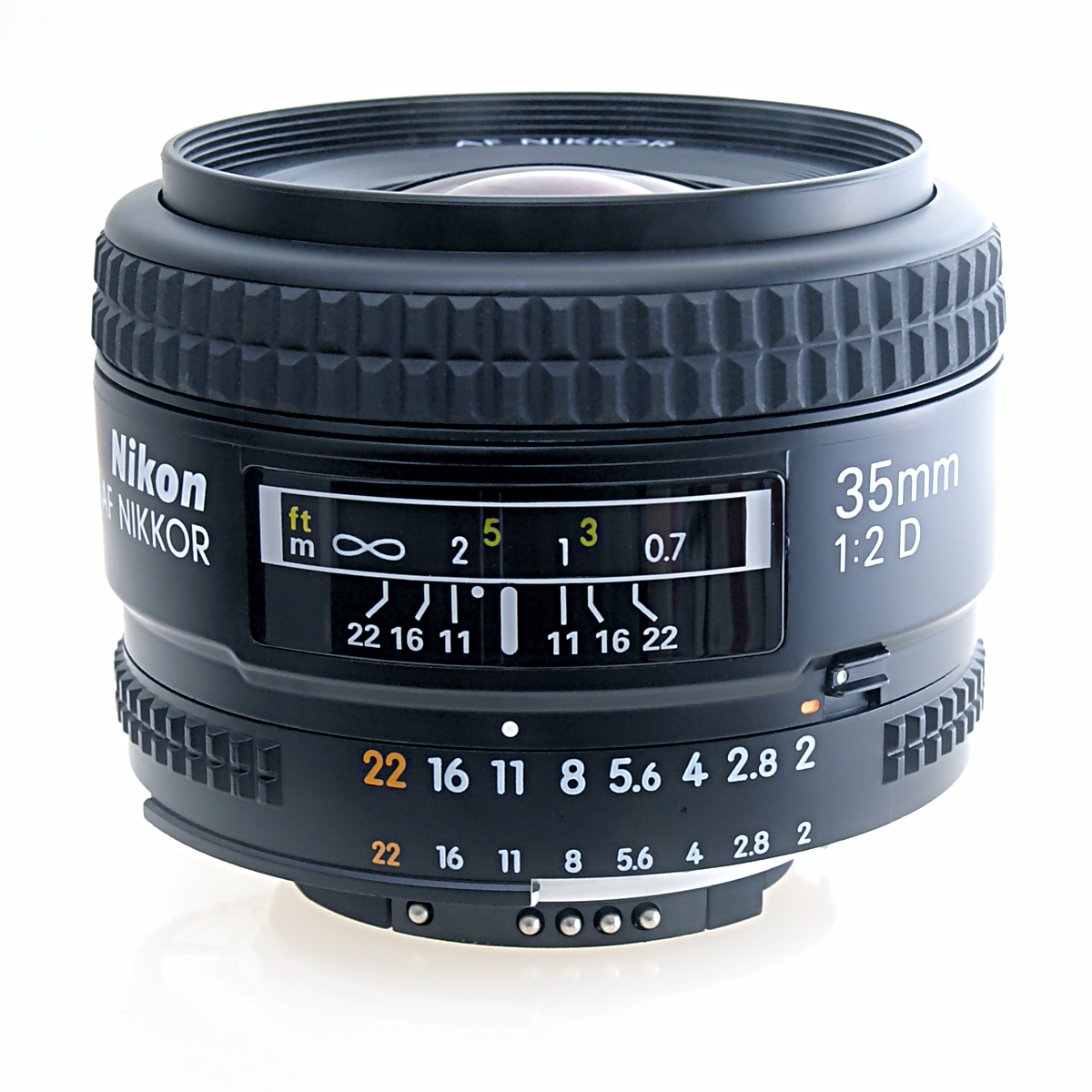
Un grandangolo Nikon da 35mm, è compatto, leggero e "veloce" con un'apertura massima di f/2

L'obiettivo fisso è un'ottica che non può essere rimossa dal corpo macchina.
Il termine viene anche usato anche per indicare le ottiche senza regolazione del fuoco, di due tipologie: grandangolari con F-stop sufficiente per mettere (quasi) tutto a fuoco, e quindi tipicamente usato in apparecchi economici, oppure in ottiche per usi specifici, tipicamente da montare su soffietto, come le ottiche macro di grande qualità. La seconda tipologia è sempre stata poco diffusa se non rara, in base ai periodi storici.
Impropriamente si è diffuso l'uso per indicare nel parlato gli obiettivi del tipo detto prime nella letteratura tecnica, cioè un'ottica a lunghezza focale fissa, in contrapposizione alla tipologia zoom (il cui nome italiano di transfocatore è desueto e "obiettivo a lunghezza focale variabile con continuità" sarebbe troppo lungo e scomodo). Tuttavia quest'uso è errato e porta a una serie di ambiguità di definizioni.
L'ottica a focale fissa è meno versatile dei corrispondenti zoom che includono quella lunghezza focale ma consente correzioni focali e sull'aberrazione molto migliori, giacché le correzioni massime sono possibili a una sola focale; la qualità ottica è superiore e l'ottica è più leggera e compatta, e può essere anche di fattura più economica (non necessariamente).
Un obiettivo a lunghezza focale fissa è più semplice da progettare rispetto a uno zoom perché ha meno parti mobili, potendo così ottimizzarlo rispetto ad una certa lunghezza focale, mentre uno zoom deve adattarsi a una varietà di lunghezze focali. Lo schema di lenti è più semplice per cui è meno soggetto all'aberrazione cromatica di un obiettivo zoom.
L'apertura di un obiettivo a lunghezza focale fissa, in genere, è più grande di quella degli zoom, permettendo di scattare, a parità di tempo di esposizione, fotografie in condizioni di minore quantità di luce oppure di usare tempi più veloci, per uso sportivo o di reportage.

## Pancake
Con l'avvento delle mirrorless ma prodotti anche per le reflex, sono tornati in voga presso vari produttori gli obiettivi pancake, lenti fisse oppure intercambiabili ma a focale fissa molto compatte con schemi ottici molto semplici, grazie ai nuovi sistemi di progettazione e correzione automatica effettuata dal corpo macchina delle aberrazioni degli obiettivi originali.
Infatti pur essendo molto compatti, a causa della scarsa correzione delle aberrazioni permessa dalla poche lenti e con l'avanzare del progresso tecnico richiesto dai consumatori, erano diventati poco richiesti dal mercato.